# Martin Waïngue Bani
Martin Waïngue Bani (ur. 12 lutego 1963 w Laï) – czadyjski duchowny katolicki, biskup Doby od 2017.

## Życiorys
Ukończył seminarium św. Augusta w Maroua-Mokolo w  Kamerunie, następnie studiował w seminarium  św. Łukasza w Bakarze.  
Święcenia kapłańskie otrzymał 8 lipca 1991 roku. W latach 1991-95 pracował jako proboszcz w Ngamongo i Dyrektor Centrum Katechetycznego w Lai. W latach 1995-98 był rektorem seminarium św. Augustyna w Bébédji. W latach 1998–2000 studiował w Rzymie, gdzie uzyskał doktorat z teologii dogmatycznej na Papieskim Uniwersytecie Urbaniana. Po studiach w Rzymie w latach 2001-2004 był proboszczem parafii katedralnej w Laï w diecezji Doba. W latach 2001–2004 był wikariuszem generalnym diecezji Lai. W latach 2004–2010 był rektorem krajowego Wyższego Seminarium św. Łukasza w Bakarze niedaleko stolicy kraju Ndżameny. W 2014 roku po studiach na Papieskim Uniwersytecie Urbaniana otrzymał tytuł doktora teologii. Od 2013 roku był ponownie wikariuszem generalnym diecezji Laï. 
10 grudnia 2016 papież Franciszek mianował go ordynariuszem diecezji Doba. Diecezja nie miała ordynariusza od stycznia 2014 roku, gdy biskup Michele Russo złożył rezygnację. Ingres biskupi odbył się 18 lutego 2017. Sakry udzielił mu 18 lutego 2017 biskup Miguel Angel Sebastián Martínez.